# Mètode Sainte-Laguë
El mètode Sainte-Laguë, també conegut com a mètode de la mitjana més alta (altres denominacions són mètode Webster i mètode del divisor amb arrodoniment estàndard) és un sistema per distribuir escons proporcionalment en assemblees representatives escollides mitjançant el vot a llistes de partits. Porta el nom del matemàtic francès André Sainte-Laguë. El mètode Sainte-Laguë és molt similar a la regla D'Hondt, però afavorint els partits petits.
El mètode Sainte-Laguë s'aplica a Nova Zelanda, Noruega, Suècia, Dinamarca, Bòsnia i Hercegovina, Letònia, Kosovo i Alemanya (Bundestag des del 2009, estat de Bremen 2003, altres estats s'hi van sumant).

## Exemple
El Sainte-Laguë és un mètode divisor, com la regla D'Hondt, encara que el seu divisor és diferent.
Un cop que tots els vots s'han computat, es calculen els quocients successius per a cada llista. La fórmula pel quocient és {\displaystyle {\frac {V}{2s+1}}}, on V és el nombre total de vots que la llista ha rebut, i s és el nombre d'escons que el partit ha obtingut fins aquell moment, al principi 0 per a tots els partits. (La fórmula que utilitza la regla D'Hondt és {\displaystyle {\frac {V}{s+1}}}). A tota la llista se li aplica un quocient major cada cop que guanya un escó, quocient que es recalcula a partir del nou nombre d'escons obtinguts. El procés es repeteix successivament fins a completar la distribució de tots els escons disponibles.
| Partit   | Vots    | /1         | /3        | /5        | /7        | /9     | /11    | /13   | Escons                                |
| -------- | ------- | ---------- | --------- | --------- | --------- | ------ | ------ | ----- | ------------------------------------- |
| Partit A | 120.000 | 1r 120.000 | 4t 40.000 | 6è 24.000 | 8è 17.142 | 13.333 | 10.909 | 9.230 | Silueta · Silueta · Silueta · Silueta |
| Partit B | 100.000 | 2n 100.000 | 5è 33.333 | 7è 20.000 | 14.286    | 11.111 | 9.090  | 7.692 | Silueta · Silueta · Silueta           |
| Partit C | 40.000  | 3r 40.000  | 13.333    | 8.000     | 5.714     | 4.444  | 3.636  | 3.076 | Silueta                               |

## Mètode modificat
Per a evitar donar escons als partits més petits, hi ha llocs on es modifica el mètode. En alguns casos, com a Nova Zelanda, cal tenir un mínim de vots (el 5%, en aquest cas) per a poder entrar en el repartiment d'escons. En altres casos, com a Suècia i Dinamarca, la primera divisió no és entre 1, sinó entre 1,4, fent així també més difícil accedir al primer escó.
| Partit   | Vots    | /1,4      | /3        | /5        | /7        | /9     | /11    | /13   | Escons                                |
| -------- | ------- | --------- | --------- | --------- | --------- | ------ | ------ | ----- | ------------------------------------- |
| Partit A | 120.000 | 1r 85.714 | 3r 40.000 | 6è 24.000 | 8è 17.142 | 13.333 | 10.909 | 9.230 | Silueta · Silueta · Silueta · Silueta |
| Partit B | 100.000 | 2n 71.428 | 4t 33.333 | 7è 20.000 | 14.286    | 11.111 | 9.090  | 7.692 | Silueta · Silueta · Silueta           |
| Partit C | 40.000  | 5è 28.571 | 13.333    | 8.000     | 5.714     | 4.444  | 3.636  | 3.076 | Silueta                               |

En l'exemple anterior, amb el mètode modificat com a Suècia, el Partit C no hagués obtingut el 3r escó, sinó el 5è, de manera que si en lloc de repartir-se'n vuit se'n repartissin tres o quatre, no n'hauria obtingut cap.